# Georges Hamel
Pour les articles homonymes, voir Hamel.
Georges Hamel (né le 20 janvier 1948 à Sainte-Françoise (Lotbiniere) et mort le 26 février 2014  à Drummondville,) est un chanteur québécois de musique country. Il était surnommé le Gentleman de la musique country et compte plus de 44 albums à son actif.

## Biographie
Il reçoit 5 Félix au cours de sa carrière : en 1991 avec l'album Le cowboy des temps modernes, en 1997 avec l'album Il se souvient du temps, en 2002 avec Chansons du patrimoine, volume 1, en 2006 avec l'album Merci de votre amitié et en 2013 avec Je reviens de très loin.

## Discographie
- 1977 : Guitare, Chante avec moi

## Distinctions
- Médaille de l'Assemblée nationale, 2009[3]